# Troisième district congressionnel de Californie
 (avril 2023).
La mise en forme du texte ne suit pas les recommandations de Wikipédia : il faut le « wikifier ».
Les points d'amélioration suivants sont les cas les plus fréquents :
- Les titres sont pré-formatés par le logiciel. Ils ne sont ni en capitales, ni en gras.
- Le texte ne doit pas être écrit en capitales (les noms de famille non plus), ni en gras, ni en italique, ni en « petit »…
- Le gras n'est utilisé que pour surligner le titre de l'article dans l'introduction, une seule fois.
- L'italique est rarement utilisé : mots en langue étrangère, titres d'œuvres, noms de bateaux, etc.
- Les citations ne sont pas en italique mais en corps de texte normal. Elles sont entourées par des guillemets français : « et ».
- Les listes à puces sont à éviter, des paragraphes rédigés étant largement préférés. Les tableaux sont à réserver à la présentation de données structurées (résultats, etc.).
- Les appels de note de bas de page (petits chiffres en exposant, introduits par l'outil «  Source ») sont à placer entre la fin de phrase et le point final[comme ça].
- Les liens internes (vers d'autres articles de Wikipédia) sont à choisir avec parcimonie. Créez des liens vers des articles approfondissant le sujet. Les termes génériques sans rapport avec le sujet sont à éviter, ainsi que les répétitions de liens vers un même terme.
- Les liens externes sont à placer uniquement dans une section « Liens externes », à la fin de l'article. Ces liens sont à choisir avec parcimonie suivant les règles définies. Si un lien sert de source à l'article, son insertion dans le texte est à faire par les notes de bas de page.
- La présentation des références doit suivre les conventions bibliographiques. Il est recommandé d'utiliser les modèles {{Ouvrage}}, {{Chapitre}}, {{Article}}, {{Lien web}} et/ou {{Bibliographie}}. Le mode d'édition visuel peut mettre en forme automatiquement les références.
- Insérer une infobox (cadre d'informations à droite) n'est pas obligatoire pour parachever la mise en page.

Pour une aide détaillée, merci de consulter Aide:Wikification.
Si vous pensez que ces points ont été résolus, vous pouvez retirer ce bandeau et améliorer la mise en forme d'un autre article.
Le 3e district congressionnel de Californie est un district situé en Californie. Il comprend le nord de la Sierra Nevada et la banlieue nord-est de Sacramento, s'étendant au sud jusqu'à la Vallée de la Mort. Il comprend les comtés d'Alpine, Inyo, Mono, Nevada, Placer (où vit la majorité de la population du district), Plumas et Sierra, ainsi que des parties des comtés d'El Dorado, Sacramento et Yuba. Il comprend la banlieue de Sacramento de Roseville (la plus grande ville du district), Folsom, Orangevale, Rocklin, Auburn et Lincoln, ainsi que les villes de montagne de Quincy, South Lake Tahoe, Truckee, Mammoth Lakes et Bishop. Le district est représenté par le Républicain Kevin Kiley.
Avant le redécoupage en 2020, le 3e district englobait la majeure partie de la Vallée de Sacramento au nord et à l'ouest de Sacramento. Il couvrait tous les comtés de Colusa, Sutter et Yuba, la plupart des comtés de Glenn, Lake, Solano et Yolo et une partie du Comté de Sacramento. Le district était représenté par John Garamendi, un Démocrate.

## Géographie
| #   | Comté      | Siège        | Population |
| --- | ---------- | ------------ | ---------- |
| 3   | Alpine     | Markleeville | 1141       |
| 17  | El Dorado  | Placerville  | 192 215    |
| 27  | Inyo       | Independence | 18 527     |
| 51  | Mono       | Bridgeport   | 13 066     |
| 57  | Nevada     | Nevada City  | 102 037    |
| 61  | Placer     | Auburn       | 423 561    |
| 63  | Plumas     | Quincy       | 19 131     |
| 67  | Sacramento | Sacramento   | 1 584 288  |
| 91  | Sierra     | Downieville  | 3200       |
| 115 | Yuba       | Marysville   | 85 722     |

Depuis le redécoupage de 2020, le 3e district congressionnel de Californie est situé dans la région de la Sierra Nevada. Il englobe les comtés d'Alpine, Inyo, Mono, Nevada, Placer, Plumas et Sierra, ainsi que des parties des comtés d'El Dorado, Sacramento et Yuba.
Le Comté d'El Dorado est divisé entre ce district et le 5e district. Ils sont divisés par Scott Creek, Perry Creek, Perry Creek Rd, Rocky Bar Rd, Grizzly Flat Rd, Happy Valley Rd, Canon Creek, E16 Highway, Pleasant Valley Rd, Cedar Ravine Rd, Woodland Dr, Weber Creek, Highway 50, Chili. Bar Reservoir, South Fork American River, Marshall Rd, Hastings Creek, Highway 49, Pilot Creek, North Fork American River et la zone de loisirs de l'État de Folsom Lake. Le 3e district comprend la ville de South Lake Tahoe et les lieux désignés par le recensement Auburn Lake Trails, Camino, Georgetown, Grizzly Flats, Meyers et Pollock Pines.
Le Comté de Sacramento est divisé entre ce district et les 6e et 7e district. Ils sont divisés par Latrobe Rd, Scott Rd, Deer Creek, Carson Creek, Nimbus Rd, E3 Highway, Illinois Ave, Madison Ave, Kenneth Ave, Wachtel Way et Old Auburn Rd. Le 3e district comprend la ville de Folsom et la census-desiganted place  d'Orangevale.
Le Comté de Yuba est divisé entre ce district et le 1er district. Ils sont divisés par State Highway 70, Ellis Rd et Union Pacific. Le 3e district comprend les census-desiganted-place Challenge-Brownsville, Comptonville, Dobbins, Loma Rica et Smartsville.

### Villes et census-desiganted-place de 10 000 personnes ou plus
- Roseville - 147 773
- Folsom - 80 454
- Rocklin - 71 601
- Lincoln - 49 757
- Orangevale - 35 569
- Fair Oaks - 32 514
- South Lake Tahoe - 21 330
- Granite Bay - 21 247
- Truckee - 16 729
- Grass Valley - 14 016
- Auburn - 13 776
- North Auburn - 13 452

### Villes de 2500 à 10 000
- Alta Sierra - 7204
- Mammoth Lakes - 7191
- Pollock Pines - 7112
- Loomis - 6836
- Lake Wildwood - 5158
- Lake of the Pines - 4301
- Bishop - 3819
- Kings Beach - 3563
- Auburn Lake Trails - 3388
- Meadow Vista - 3263
- Nevada City - 3152
- Dixon Lane-Meadow Creek - 2780
- West Bishop - 2754

## Historique de vote
| Année | Poste      | Résultats                    |
| ----- | ---------- | ---------------------------- |
| 2012  | Président  | Obama 54,3 % – 43,1 %        |
| 2012  | Sénateur   | Feinstein 56,5 % – 43,55 %   |
| 2014  | Gouverneur | Brown 56,0 % – 44,0 %        |
| 2016  | Président  | Clinton 53,0 % – 40,4 %      |
| 2016  | Sénateur   | Harris 62,4 % – 37,6 %       |
| 2018  | Gouverneur | Newsom 52,4 % – 47,6 %       |
| 2018  | Sénateur   | De León (en) 52,8 % – 47,2 % |
| 2020  | Président  | Biden 54,9 % – 42,7 %        |
| 2021  | Recall     | Non 52,2 % – 42,7 %          |
| 2022  | Gouverneur | Dahle 56,8 % - 43,2 %        |
| 2022  | Sénateur   | Meuser 54,1 % - 45,9 %       |

### Avant 2012
Le 3e district s'étendait autrefois dans la Vallée de Sacramento depuis Sacramento pour englober un territoire rural jusqu'au Comté de Tehama.
Autrefois bastion démocrate, le district a été poussé vers un territoire plus rural et à tendance républicaine après le recensement de 1990, et a finalement élu un républicain en 1998. La redistribution de 2001 a rendu le district plus compact et républicain que son prédécesseur, même s'il était beaucoup moins républicain. que le 4e arrondissement voisin. Bien qu'il y ait eu un certain mouvement d'inscription en faveur des démocrates, il avait toujours une forte saveur républicaine car la plupart des électeurs démocrates de la région de Sacramento vivaient dans le 5e district voisin.
Alors que George W. Bush a remporté le district en 2004 avec 58,2 % des voix, le district a basculé rapidement dans la colonne démocrate en 2008, Barack Obama le remportant de justesse avec 49,28 % des voix contre 48,81 % pour John McCain. Cependant, malgré la victoire d'Obama, lors de l'élection au Congrès tenue le même jour, les républicains ont conservé le siège.
Après redécoupage, ce quartier est devenu essentiellement le 7e arrondissement, tandis qu'un nouveau 3e a été créé avec des lignes similaires à ce que l'ancien 3e avait dans les années 1990. Cette version du 3e était considérée comme un quartier tournant, bien que la majeure partie de sa population vive dans des zones à tendance démocrate de la région de la baie extérieure et dans les banlieues les plus proches de Sacramento.

### Résultats des élections avant 2012
| Année | Poste      | Résultats                         |
| ----- | ---------- | --------------------------------- |
| 1992  | Président  | Clinton 40,9 % – 37,2 %           |
| 1992  | Sénateur   | Herschensohn (en) 45,2 % – 44,2 % |
| 1992  | Sénateur   | Feinstein 49,3 % – 41,7 %         |
| 1994  | Gouverneur | Wilson 60,2 % – 35,1 %            |
| 1994  | Sénateur   | Fesintein 46,7 % - 44,8 %         |
| 1996  | Président  | Clinton 45,2 % – 44,4 %           |
| 1998  | Gouverneur | Davis 58,0 % - 38,4 %             |
| 1998  | Sénateur   | Boxer 53,1 % - 43,0 %             |
| 2000  | Président  | Bush 51,1 % – 43,6 %              |
| 2000  | Sénateur   | Feinstein 48,9 % – 43,4 %         |
| 2002  | Gouverneur | Simon (en) 54,5 % – 34 %          |
| 2003  | Recall,    | Oui 66,8 % – 33,2 %               |
| 2003  | Recall,    | Schwarzenegger 58,2 % – 20,3 %    |
| 2004  | Président  | Bush 58,2 % – 40,8 %              |
| 2004  | Sénateur   | Jones (en) 51,1 % – 46,7 %        |
| 2006  | Gouverneur | Schwarzenegger 68,6 % – 26,8 %    |
| 2006  | Sénateur   | Feinstein 48,8 % – 46,1 %         |
| 2008  | Président  | Obama 49,3 % – 48,8 %             |
| 2010  | Gouverneur | Brown 47,6 % – 47,4 %             |
| 2010  | Sénateur   | Fiorina 52,9 % – 40,7 %           |

## Liste des représentants du district
| Membre                       | Parti       | Année                              | Congrès     | Histoire électorale | Zone géographique |
| ---------------------------- | ----------- | ---------------------------------- | ----------- | --- | --- |
| District créé le 4 mars 1865 |             |                                    |             | | |
| John Bidwell                 | Républicain | 4 mars 1865 - 3 mars 1867          | 39e         | Élu en 1864. Retrait. | 1865–1885 Butte, Colusa, Del Norte, Humboldt, Lake, Lassen, Marin, Mendocino, Modoc, Napa, Plumas, Shasta, Sierra, Siskiyou, Solano, Sonoma, Sutter, Tehama, Trinity, Yolo, Yuba |
| James A. Johnson (en)        | Démocrate   | 4 mars 1867 - 3 mars 1871          | 40e , 41e   | Élu en 1867. Réélu en 1868. Retrait. | 1865–1885 Butte, Colusa, Del Norte, Humboldt, Lake, Lassen, Marin, Mendocino, Modoc, Napa, Plumas, Shasta, Sierra, Siskiyou, Solano, Sonoma, Sutter, Tehama, Trinity, Yolo, Yuba |
| John M. Coghlan (en)         | Républicain | 4 mars 1871 - 3 mars 1873          | 42e         | Élu en 1871. Perds sa réélection. | 1865–1885 Butte, Colusa, Del Norte, Humboldt, Lake, Lassen, Marin, Mendocino, Modoc, Napa, Plumas, Shasta, Sierra, Siskiyou, Solano, Sonoma, Sutter, Tehama, Trinity, Yolo, Yuba |
| John K. Luttrell (en)        | Démocrate   | 4 mars 1873 - 3 mars 1879          | 43e - 45e   | Élu en 1872. Réélu en 1875. Réélu en 1876. Retrait. | 1865–1885 Butte, Colusa, Del Norte, Humboldt, Lake, Lassen, Marin, Mendocino, Modoc, Napa, Plumas, Shasta, Sierra, Siskiyou, Solano, Sonoma, Sutter, Tehama, Trinity, Yolo, Yuba |
| Campbell Polson Berry (en)   | Démocrate   | 4 mars 1879 - 3 mars 1883          | 46e , 47e   | Élu en 1879. Réélu en 1880. Retrait. | 1865–1885 Butte, Colusa, Del Norte, Humboldt, Lake, Lassen, Marin, Mendocino, Modoc, Napa, Plumas, Shasta, Sierra, Siskiyou, Solano, Sonoma, Sutter, Tehama, Trinity, Yolo, Yuba |
| Barclay Henley (en)          | Démocrate   | 4 mars 1883 - 3 mars 1885          | 48e         | Élu en 1882. Redécoupage vers le 1er district. | 1865–1885 Butte, Colusa, Del Norte, Humboldt, Lake, Lassen, Marin, Mendocino, Modoc, Napa, Plumas, Shasta, Sierra, Siskiyou, Solano, Sonoma, Sutter, Tehama, Trinity, Yolo, Yuba |
| Joseph McKenna               | Républicain | 4 mars 1885 - 28 mars 1892         | 49e - 52e   | Élu en 1884. Réélu en 1886. Réélu en 1888. Réélu en 1890. Démissionne pour devenir Juge de Circuit des États-Unis.                                                                                            | 1885–1895 Alameda, Contra Costa, Marin, Sacramento, Solano, Yolo |
| Vacant                       | Vacant      | 28 mars - 5 décembre 1892          |             | | 1885–1895 Alameda, Contra Costa, Marin, Sacramento, Solano, Yolo |
| Samuel G. Hilborn (en)       | Républicain | 5 décembre 1892 - 4 avril 1894     | 52e , 53e   | Perds la contestation de l'élection. | 1885–1895 Alameda, Contra Costa, Marin, Sacramento, Solano, Yolo |
| Warren B. English (en)       | Démocrate   | 4 avril 1894 - 3 mars 1895         | 53e         | Gagne la contestation de l'élection. Perds sa réélection. | 1895–1903 Alameda, Colusa, Contra Costa, Glenn, Lake, Solano, Yolo |
| Samuel G. Hilborn (en)       | Républicain | 4 mars 1895 - 3 mars 1899          | 54e , 55e   | Élu en 1894. Réélu en 1896. Perds sa renomination. | 1895–1903 Alameda, Colusa, Contra Costa, Glenn, Lake, Solano, Yolo |
| Victor H. Metcalf            | Républicain | 4 mars 1899 - 1er juillet 1904     | 56e - 58e   | Élu en 1898. Réélu en 1900. Réélu en 1902. Démissionne pour devenir Secrétaire des États-Unis au Commerce et au Travail.                                                                                      | 1895–1903 Alameda, Colusa, Contra Costa, Glenn, Lake, Solano, Yolo |
| Victor H. Metcalf            | Républicain | 4 mars 1899 - 1er juillet 1904     | 56e - 58e   | Élu en 1898. Réélu en 1900. Réélu en 1902. Démissionne pour devenir Secrétaire des États-Unis au Commerce et au Travail.                                                                                      | 1903–1913 Alameda, Contra Costa, Solano |
| Vacant                       | Vacant      | 1er juillet 1904 - 8 novembre 1904 |             | | |
| Joseph R. Knowland (en)      | Républicain | 8 novembre 1904 - 3 mars 1913      | 58e - 62e   | Élu pour terminer le mandat de Metcalf. Élu en 1904. Réélu en 1906. Réélu en 1908. Réélu en 1910. Redécoupage vers le 6e district.                                                                            | |
| Charles Forrest Curry (en)   | Républicain | 4 mars 1913 - 10 octobre 1930      | 63e - 71e   | Élu en 1912. Réélu en 1914. Réélu en 1916. Réélu en 1918. Réélu en 1920. Réélu en 1922. Réélu en 1924. Réélu en 1926. Réélu en 1928. Décès.                                                                   | 1913–1933 Contra Costa, Napa, Sacramento, San Joaquin, Solano, Yolo |
| Vacant                       | Vacant      | 11 octobre 1930 - 3 mars 1931      |             | | 1913–1933 Contra Costa, Napa, Sacramento, San Joaquin, Solano, Yolo |
| Charles F. Curry Jr. (en)    | Républicain | 4 mars 1931 - 3 mars 1933          | 72e         | Élu en 1930. Perds sa réélection. | 1913–1933 Contra Costa, Napa, Sacramento, San Joaquin, Solano, Yolo |
| Frank H. Buck (en)           | Démocrate   | 4 mars 1933 - 17 septembre 1942    | 73e - 77e   | Élu en 1932. Réélu en 1934. Réélu en 1936. Réélu en 1938. Réélu en 1940. Décès. | 1933–1953 Napa, Sacramento, San Joaquin, Solano, Yolo |
| Vacant                       | Vacant      | 17 septembre 1942 - 3 janvier 1943 |             | | 1933–1953 Napa, Sacramento, San Joaquin, Solano, Yolo |
| J. Leroy Johnson (en)        | Républicain | 3 janvier 1943 - 3 janvier 1953    | 78e - 82e   | Élu en 1942. Réélu en 1944. Réélu en 1946. Réélu en 1948. Réélu en 1950. Redécoupage vers le 11e district. | 1933–1953 Napa, Sacramento, San Joaquin, Solano, Yolo |
| John E. Moss (en)            | Démocrate   | 3 janvier 1953 - 31 décembre 1978  | 83e - 93e   | Élu en 1952. Réélu en 1954. Réélu en 1956. Réélu en 1958. Réélu en 1960. Réélu en 1962. Réélu en 1964. Réélu en 1966. Réélu en 1968. Réélu en 1970. Réélu en 1972. Réélu en 1974. Réélu en 1976. Démissionne. | 1953–1963 Colusa, Glenn, Sacramento, Sutter,Yolo, Yuba |
| John E. Moss (en)            | Démocrate   | 3 janvier 1953 - 31 décembre 1978  | 83e - 93e   | Élu en 1952. Réélu en 1954. Réélu en 1956. Réélu en 1958. Réélu en 1960. Réélu en 1962. Réélu en 1964. Réélu en 1966. Réélu en 1968. Réélu en 1970. Réélu en 1972. Réélu en 1974. Réélu en 1976. Démissionne. | 1963–1967 Sacramento |
| John E. Moss (en)            | Démocrate   | 3 janvier 1953 - 31 décembre 1978  | 83e - 93e   | Élu en 1952. Réélu en 1954. Réélu en 1956. Réélu en 1958. Réélu en 1960. Réélu en 1962. Réélu en 1964. Réélu en 1966. Réélu en 1968. Réélu en 1970. Réélu en 1972. Réélu en 1974. Réélu en 1976. Démissionne. | 1967–1975 Sacramento (ville Sacramento) |
| John E. Moss (en)            | Démocrate   | 3 janvier 1953 - 31 décembre 1978  | 83e - 93e   | Élu en 1952. Réélu en 1954. Réélu en 1956. Réélu en 1958. Réélu en 1960. Réélu en 1962. Réélu en 1964. Réélu en 1966. Réélu en 1968. Réélu en 1970. Réélu en 1972. Réélu en 1974. Réélu en 1976. Démissionne. | 1975–1983 Les deux-tiers de l'est de Sacramento |
| Vacant                       | Vacant      | 31 décembre 1978 - 3 janvier 1979  |             | | |
| Bob Matsui                   | Démocrate   | 3 janvier 1979 - 3 janvier 1993    | 96e - 102e  | Élu en 1978. Réélu en 1980. Réélu en 1982. Réélu en 1984. Réélu en 1986. Réélu en 1988. Réélu en 1990. Redécoupage vers le 5e district.                                                                       | |
| Bob Matsui                   | Démocrate   | 3 janvier 1979 - 3 janvier 1993    | 96e - 102e  | Élu en 1978. Réélu en 1980. Réélu en 1982. Réélu en 1984. Réélu en 1986. Réélu en 1988. Réélu en 1990. Redécoupage vers le 5e district.                                                                       | 1983–1993 Sacramento (ville de Sacramento et les banlieues de l'est) |
| Vic Fazio (en)               | Démocrate   | 3 janvier 1993 - 3 janvier 1999    | 103e - 105e | 1993–2003 Sud-Ouest de Butte, Colusa, Glenn, Nord-Ouest de Sacramento, Est de Solano, Sutter, Tehama, Yolo | |
| Doug Ose                     | Républicain | 3 janvier 1999 - 3 janvier 2005    | 106e - 108e | 1993–2003 Sud-Ouest de Butte, Colusa, Glenn, Nord-Ouest de Sacramento, Est de Solano, Sutter, Tehama, Yolo | Élu en 1998. Réélu en 2000. Réélu en 2002. Retrait. |
| Doug Ose                     | Républicain | 3 janvier 1999 - 3 janvier 2005    | 106e - 108e | 2003–2013 Alpine, Amador, Calaveras, la majeure partie de la banlieue de Sacramento, Nord et Est de Solano | Élu en 1998. Réélu en 2000. Réélu en 2002. Retrait. |
| Dan Lungren                  | Républicain | 3 janvier 2005 - 3 janvier 2013    | 109e - 112e | Élu en 2004. Réélu en 2006. Réélu en 2008. Réélu en 2010. Redécoupage vers le 7e district et perds l'élection.                                                                                                | |
| John Garamendi               | Démocrate   | 3 janvier 2013 - 3 janvier 2023    | 113e - 117e | Redécoupage depuis le 10e district et réélu en 2012. Réélu en 2014. Réélu en 2016. Réélu en 2018. Réélu en 2020. Redécoupage vers le 8e district.                                                             | 2013–2023 Nord de la Californie centrale, incluant Davis, Fairdield et Yuba City                                                                                                 |
| Kevin Kiley                  | Républicain | 3 janvier 2023 - en cours          | 118e - 119e | Élu en 2022. Réélu en 2024. | 2023-en cours Sierra Nevada |

## Résultats des récentes élections
Voici les résultats des dix précédents cycles électoraux dans le district.

### 2004
| Élection de 2004 du 3e district congressionnel de Californie | Élection de 2004 du 3e district congressionnel de Californie | Élection de 2004 du 3e district congressionnel de Californie | Élection de 2004 du 3e district congressionnel de Californie | Élection de 2004 du 3e district congressionnel de Californie |
| ------------------------------------------------------------ | ------------------------------------------------------------ | ------------------------------------------------------------ | ------------------------------------------------------------ | ------------------------------------------------------------ |
| Parti                                                        | Parti                                                        | Candidat                                                     | Votes                                                        | %                                                            |
|                                                              | Républicain                                                  | Dan Lungren                                                  | 177 113                                                      | 61,9                                                         |
|                                                              | Démocrate                                                    | Gabe Catillo                                                 | 99 750                                                       | 34,9                                                         |
|                                                              | Libertarien                                                  | Douglas Arthur Tuma                                          | 9 274                                                        | 3,2                                                          |
| Total des votes                                              | Total des votes                                              | Total des votes                                              | 286 137                                                      | 100                                                          |
|                                                              | Les Républicains conservent                                  |                                                              |                                                              |                                                              |

### 2006
| Élection de 2006 du 3e district congressionnel de Californie | Élection de 2006 du 3e district congressionnel de Californie | Élection de 2006 du 3e district congressionnel de Californie | Élection de 2006 du 3e district congressionnel de Californie | Élection de 2006 du 3e district congressionnel de Californie |
| ------------------------------------------------------------ | ------------------------------------------------------------ | ------------------------------------------------------------ | ------------------------------------------------------------ | ------------------------------------------------------------ |
| Parti                                                        | Parti                                                        | Candidat                                                     | Votes                                                        | %                                                            |
|                                                              | Républicain                                                  | Dan Lungren (sortant)                                        | 135 709                                                      | 59,5                                                         |
|                                                              | Démocrate                                                    | William E. Durston                                           | 86 318                                                       | 37,8                                                         |
|                                                              | Libertarien                                                  | Douglas Arthur Tuma                                          | 3 772                                                        | 1,6                                                          |
|                                                              | Paix et Liberté                                              | Michael L. Roskey                                            | 2 370                                                        | 1                                                            |
| Total des votes                                              | Total des votes                                              | Total des votes                                              | 228 169                                                      | 100                                                          |
|                                                              | Les Républicains conservent                                  |                                                              |                                                              |                                                              |

### 2008
| Élection de 2008 du 3e district congressionnel de Californie | Élection de 2008 du 3e district congressionnel de Californie | Élection de 2008 du 3e district congressionnel de Californie | Élection de 2008 du 3e district congressionnel de Californie | Élection de 2008 du 3e district congressionnel de Californie |
| ------------------------------------------------------------ | ------------------------------------------------------------ | ------------------------------------------------------------ | ------------------------------------------------------------ | ------------------------------------------------------------ |
| Parti                                                        | Parti                                                        | Candidat                                                     | Votes                                                        | %                                                            |
|                                                              | Républicain                                                  | Dan Lungren (sortant)                                        | 155 424                                                      | 49,5                                                         |
|                                                              | Démocrate                                                    | William E. Durston                                           | 137 971                                                      | 44                                                           |
|                                                              | Paix et Liberté                                              | Dina J. Padilla                                              | 13 378                                                       | 4,2                                                          |
|                                                              | Libertarien                                                  | Douglas Arthur Tuma                                          | 7 273                                                        | 2,3                                                          |
| Total des votes                                              | Total des votes                                              | Total des votes                                              | 314 046                                                      | 100                                                          |
|                                                              | Les Républicains conservent                                  |                                                              |                                                              |                                                              |

### 2010
| Élection de 2010 du 3e district congressionnel de Californie | Élection de 2010 du 3e district congressionnel de Californie | Élection de 2010 du 3e district congressionnel de Californie | Élection de 2010 du 3e district congressionnel de Californie | Élection de 2010 du 3e district congressionnel de Californie |
| ------------------------------------------------------------ | ------------------------------------------------------------ | ------------------------------------------------------------ | ------------------------------------------------------------ | ------------------------------------------------------------ |
| Parti                                                        | Parti                                                        | Candidat                                                     | Votes                                                        | %                                                            |
|                                                              | Républicain                                                  | Dan Lungren (sortant)                                        | 131 169                                                      | 50                                                           |
|                                                              | Démocrate                                                    | Ami Bera                                                     | 113 128                                                      | 43                                                           |
|                                                              | Parti Indépendantiste Américain (en)                         | Jerry L. Leidecker                                           | 6 577                                                        | 3                                                            |
|                                                              | Libertarien                                                  | Douglas Arthur Tuma                                          | 6 275                                                        | 2                                                            |
|                                                              | Paix et Liberté                                              | Mike Roskey                                                  | 4 789                                                        | 2                                                            |
| Total des votes                                              | Total des votes                                              | Total des votes                                              | 261 938                                                      | 100                                                          |
|                                                              | Les Républicains conservent                                  |                                                              |                                                              |                                                              |

### 2012
| Élection de 2012 du 3e district congressionnel de Californie | Élection de 2012 du 3e district congressionnel de Californie | Élection de 2012 du 3e district congressionnel de Californie | Élection de 2012 du 3e district congressionnel de Californie | Élection de 2012 du 3e district congressionnel de Californie |
| ------------------------------------------------------------ | ------------------------------------------------------------ | ------------------------------------------------------------ | ------------------------------------------------------------ | ------------------------------------------------------------ |
| Parti                                                        | Parti                                                        | Candidat                                                     | Votes                                                        | %                                                            |
|                                                              | Démocrate                                                    | John Garamendi (sortant)                                     | 126 882                                                      | 54,2                                                         |
|                                                              | Républicain                                                  | Kim Vann                                                     | 107 086                                                      | 45,8                                                         |
| Total des votes                                              | Total des votes                                              | Total des votes                                              | 233 968                                                      | 100                                                          |
|                                                              | Les Démocrates conservent                                    |                                                              |                                                              |                                                              |

### 2014
| Élection de 2014 du 3e district congressionnel de Californie | Élection de 2014 du 3e district congressionnel de Californie | Élection de 2014 du 3e district congressionnel de Californie | Élection de 2014 du 3e district congressionnel de Californie | Élection de 2014 du 3e district congressionnel de Californie |
| ------------------------------------------------------------ | ------------------------------------------------------------ | ------------------------------------------------------------ | ------------------------------------------------------------ | ------------------------------------------------------------ |
| Parti                                                        | Parti                                                        | Candidat                                                     | Votes                                                        | %                                                            |
|                                                              | Démocrate                                                    | John Garamendi (sortant)                                     | 79 224                                                       | 52,7                                                         |
|                                                              | Républicain                                                  | Dan Logue (en)                                               | 71 036                                                       | 47,3                                                         |
| Total des votes                                              | Total des votes                                              | Total des votes                                              | 150 260                                                      | 100                                                          |
|                                                              | Les Démocrates conservent                                    |                                                              |                                                              |                                                              |

### 2016
| Élection de 2016 du 3e district congressionnel de Californie | Élection de 2016 du 3e district congressionnel de Californie | Élection de 2016 du 3e district congressionnel de Californie | Élection de 2016 du 3e district congressionnel de Californie | Élection de 2016 du 3e district congressionnel de Californie |
| ------------------------------------------------------------ | ------------------------------------------------------------ | ------------------------------------------------------------ | ------------------------------------------------------------ | ------------------------------------------------------------ |
| Parti                                                        | Parti                                                        | Candidat                                                     | Votes                                                        | %                                                            |
|                                                              | Démocrate                                                    | John Garamendi (sortant)                                     | 152 513                                                      | 59,4                                                         |
|                                                              | Républicain                                                  | Eugene Cleek                                                 | 104 453                                                      | 40,6                                                         |
| Total des votes                                              | Total des votes                                              | Total des votes                                              | 256 966                                                      | 100                                                          |
|                                                              | Les Démocrates conservent                                    |                                                              |                                                              |                                                              |

### 2018
| Élection de 2018 du 3e district congressionnel de Californie | Élection de 2018 du 3e district congressionnel de Californie | Élection de 2018 du 3e district congressionnel de Californie | Élection de 2018 du 3e district congressionnel de Californie | Élection de 2018 du 3e district congressionnel de Californie |
| ------------------------------------------------------------ | ------------------------------------------------------------ | ------------------------------------------------------------ | ------------------------------------------------------------ | ------------------------------------------------------------ |
| Parti                                                        | Parti                                                        | Candidat                                                     | Votes                                                        | %                                                            |
|                                                              | Démocrate                                                    | John Garamendi (sortant)                                     | 134 875                                                      | 58,1                                                         |
|                                                              | Républicain                                                  | Charlie Schaupp                                              | 97 376                                                       | 41,9                                                         |
| Total des votes                                              | Total des votes                                              | Total des votes                                              | 232 251                                                      | 100                                                          |
|                                                              | Les Démocrates conservent                                    |                                                              |                                                              |                                                              |

### 2020
| Élection de 2020 du 3e district congressionnel de Californie | Élection de 2020 du 3e district congressionnel de Californie | Élection de 2020 du 3e district congressionnel de Californie | Élection de 2020 du 3e district congressionnel de Californie | Élection de 2020 du 3e district congressionnel de Californie |
| ------------------------------------------------------------ | ------------------------------------------------------------ | ------------------------------------------------------------ | ------------------------------------------------------------ | ------------------------------------------------------------ |
| Parti                                                        | Parti                                                        | Candidat                                                     | Votes                                                        | %                                                            |
|                                                              | Démocrate                                                    | John Garamendi (sortant)                                     | 176 036                                                      | 54,7                                                         |
|                                                              | Républicain                                                  | Tamika Hamilton                                              | 145 941                                                      | 45,3                                                         |
| Total des votes                                              | Total des votes                                              | Total des votes                                              | 321 977                                                      | 100                                                          |
|                                                              | Les Démocrates conservent                                    |                                                              |                                                              |                                                              |

### 2022
La Californie a tenu sa Primaire Jungle le 5 mars 2024, selon ce système de Primaire, tous les candidats sont sur le même bulletin de vote, et les deux arrivés en tête s'affronteront le jour de l'Élection Générale, à savoir le 5 novembre 2024.
| Primaire Jungle 2024 du 3e district congressionnel de Californie | Primaire Jungle 2024 du 3e district congressionnel de Californie | Primaire Jungle 2024 du 3e district congressionnel de Californie | Primaire Jungle 2024 du 3e district congressionnel de Californie | Primaire Jungle 2024 du 3e district congressionnel de Californie |
| ---------------------------------------------------------------- | ---------------------------------------------------------------- | ---------------------------------------------------------------- | ---------------------------------------------------------------- | ---------------------------------------------------------------- |
| Parti                                                            | Parti                                                            | Candidat                                                         | Votes                                                            | %                                                                |
|                                                                  | Républicain                                                      | Kevin Kiley                                                      | 93 552                                                           | 39,7                                                             |
|                                                                  | Démocrate                                                        | Kermit Jones                                                     | 91 217                                                           | 38,7                                                             |
|                                                                  | Républicain                                                      | Scott Jones                                                      | 38 288                                                           | 16,2                                                             |
|                                                                  | Démocrate                                                        | David Peterson                                                   | 12 675                                                           | 5,4                                                              |

| Élection de 2022 du 3e district congressionnel de Californie | Élection de 2022 du 3e district congressionnel de Californie | Élection de 2022 du 3e district congressionnel de Californie | Élection de 2022 du 3e district congressionnel de Californie | Élection de 2022 du 3e district congressionnel de Californie |
| ------------------------------------------------------------ | ------------------------------------------------------------ | ------------------------------------------------------------ | ------------------------------------------------------------ | ------------------------------------------------------------ |
| Parti                                                        | Parti                                                        | Candidat                                                     | Votes                                                        | %                                                            |
|                                                              | Républicain                                                  | Kevin Kiley                                                  | 181 438                                                      | 53,6                                                         |
|                                                              | Démocrate                                                    | Kermit Jones                                                 | 156 761                                                      | 46,4                                                         |
| Total des votes                                              | Total des votes                                              | Total des votes                                              | 338 199                                                      | 100                                                          |
|                                                              | Les Républicains prennent aux Démocrates                     |                                                              |                                                              |                                                              |

### 2024
| Primaire Jungle 2024 du 3e district congressionnel de Californie | Primaire Jungle 2024 du 3e district congressionnel de Californie | Primaire Jungle 2024 du 3e district congressionnel de Californie | Primaire Jungle 2024 du 3e district congressionnel de Californie | Primaire Jungle 2024 du 3e district congressionnel de Californie |
| ---------------------------------------------------------------- | ---------------------------------------------------------------- | ---------------------------------------------------------------- | ---------------------------------------------------------------- | ---------------------------------------------------------------- |
| Parti                                                            | Parti                                                            | Candidat                                                         | Votes                                                            | %                                                                |
|                                                                  | Républicain                                                      | Kevin Kiley (sortant)                                            | 137 397                                                          | 55,9                                                             |
|                                                                  | Démocrate                                                        | Jessica Morse                                                    | 103 443                                                          | 42,1                                                             |
|                                                                  | Indépendant                                                      | Robert Smith                                                     | 5007                                                             | 2,0                                                              |

| Élection de 2024 du 3e district congressionnel de Californie | Élection de 2024 du 3e district congressionnel de Californie | Élection de 2024 du 3e district congressionnel de Californie | Élection de 2024 du 3e district congressionnel de Californie | Élection de 2024 du 3e district congressionnel de Californie |
| ------------------------------------------------------------ | ------------------------------------------------------------ | ------------------------------------------------------------ | ------------------------------------------------------------ | ------------------------------------------------------------ |
| Parti                                                        | Parti                                                        | Candidat                                                     | Votes                                                        | %                                                            |
|                                                              | Républicain                                                  | Kevin Kiley (sortant)                                        | 234 246                                                      | 55,5                                                         |
|                                                              | Démocrate                                                    | Jessica Morse                                                | 188 067                                                      | 44,5                                                         |
| Total des votes                                              | Total des votes                                              | Total des votes                                              | 422 313                                                      | 100                                                          |
|                                                              | Les Républicains conservent                                  |                                                              |                                                              |                                                              |